# Letw1k3
Ма́рк Дани́лов (род. 8 апреля 2005) — российский киберспортсмен в дисциплине Fortnite, более известный под ником letw1k3. Выступал за организацию Gambit Esports. Один из самых популярных СНГ игроков. Номинант в рейтинг 30 самых перспективных россиян до 30 лет по версии Forbes в 2020 году в категории «Спорт и киберспорт». Являлся амбассадором LG ULTRA GEAR.

## Биография
Родился 8 апреля 2005 года в селе, находящемся в 50 км от Москвы. В 7 лет у его старшего брата Георгия появился компьютер, первой игрой Марка стал Fallout, но после этого он перешёл в CS:GO, где за 5 лет игры получает высшее звание и 9 уровень на площадке FACEIT. Изначально letw1k3 хотел стать киберспортсменом по CS:GO, но из-за ограничения на участие в киберспортивных турнирах (на тот момент ему было 12 лет) Марк покинул игру и перешёл в Fortnite.
На втором сыгранном турнире по новой дисциплине — Royal Mix Game Planet 3.0 — Данилов выигрывает 100 тыс. рублей.
В 2019 году принимает участие в открытых квалификациях на первый крупнейший турнир по Fortnite — Fortnite World Cup 2019. Марк в первый же день отобрался на финал в Нью-Йорк, заняв 5 место и став первым игроком в регионе, прошедшим в финал. На четвёртой неделе letw1k3 прошёл отборочные со своим тиммейтом fwexY, став первым игроком в регионе, который прошёл в финал сразу в Solo и Duo режимах. На Fortnite World Cup 2019 в Solo финале letw1k3 занял 59 место, в Duo — 32, получив с каждого турнира по 50 000 $.